# Stob Coire nan Lochan
Stob Coire nan Lochan – szczyt w paśmie Glencoe, w Grampianach Zachodnich. Leży w Szkocji, w regionie Highland. 